# Elfin Oak
Elfin Oak (pol. Dąb Elfów) – pień 900-letniego dębu znajdującego się w Kensington Gardens w Londynie, wyrzeźbiony i pomalowany tak, aby wyglądał tak, jakby w jego korze żyły elfy, gnomy, wróżki i małe zwierzęta.
Kłoda, podarowana przez Lady Fortescue, pierwotnie pochodziła z Richmond Park i została przeniesiona do Kensington Gardens w 1928 roku jako część planu modernizacji w Londynie George'a Lansbury'ego. W ciągu następnych dwóch lat ilustrator Ivor Innes wyrzeźbił w nim 74 postacie „Małych Ludzi”. Należą do nich m.in. wiedźma Wookey, z trzema słoikami: zdrowia, bogactwa i szczęścia, gnom Huckleberry, niosący torbę jagód po schodach na bankiet w Bark Hall oraz Elfy Grumples i Groodles, budzone przez Brownie, Dinkie, Rumplelocks i Hereandthere, które kradną jajka z wroniego gniazda.
Innes zilustrował także książkę dla dzieci z 1930 roku napisaną przez jego żonę Elsie Innes i opartą na Elfin Oak. Elsie napisała w niej:

Od wieków jest domem wróżek, gnomów, elfów i chochlików. Czają się w zakamarkach lub wyglądają z dziur i szczelin swoich naturalnych okien i drzwi. Za dnia jest to ich kryjówka, nocą ich biesiada, a kiedy wielki księżyc oświetla nagie gałęzie, klany elfów wychodzą bawić się w świetle księżyca.

Na wewnętrznej okładce albumu Pink Floyd Ummagumma z 1969 roku znajduje się zdjęcie Davida Gilmoura przed Elfin Oak.
Komik Spike Milligan przez całe życie był fanem tego drzewa i w 1996 roku poprowadził udaną kampanię mającą na celu odrestaurowanie go. Uczniowie z Byam Shaw School of Art odrestaurowali drzewo w 1996 roku pod opieką konserwatora zabytków Marcusa Richardsa. Richards był odpowiedzialny za renowację i konserwację dębu Elfin do dziś. W grudniu 1997 minister dziedzictwa Tony Banks dodał obiekt do listy zabytków II klasy.

## Galeria

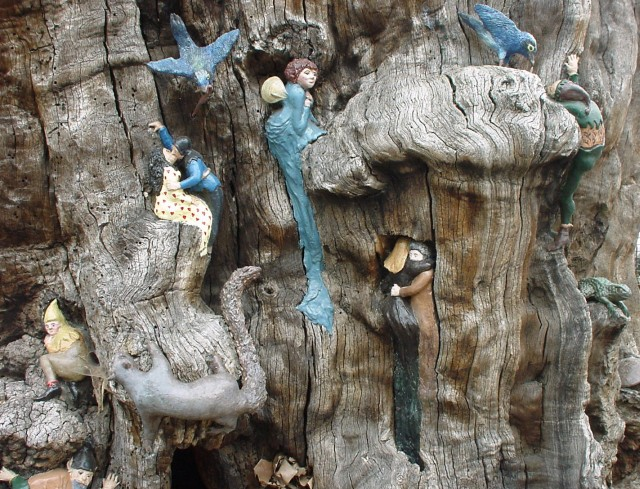
Detale pnia drzewa.
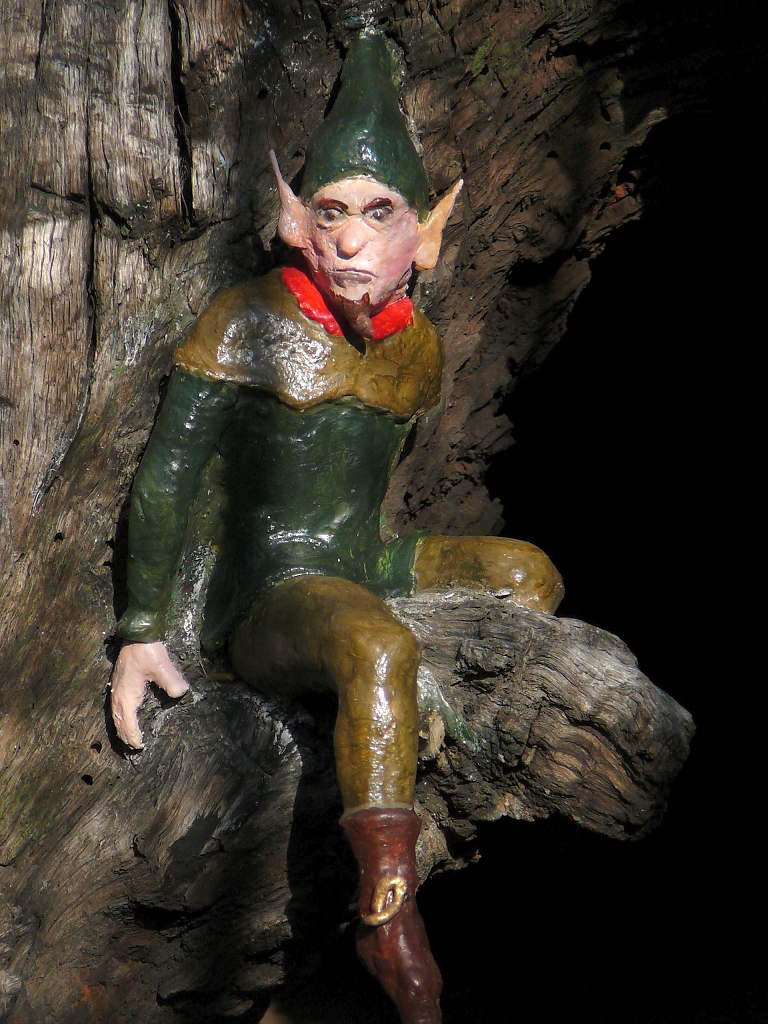
Zbliżenie na jedną z figur na pniu.